# 赵健民
赵健民（1912年6月24日—2012年4月8日），曾名吴培强，男，汉族，山东冠县人，中华人民共和国政治人物。

## 生平
赵健民是山东冠县赵梁堂村人。早年曾任中共济南市委书记，山东工委组织部部长，山东省委组织部部长。抗日战争期间，担任山东冠县抗日游击队政委，并在山东西北地区发展抗日武装。1940年，担任八路军129师新编8旅营长，冀鲁豫军区第3、7分区司令员。第二次国共内战期间，担任冀鲁豫军区副政治委员、司令员，第二野战军第十七军政委兼军长。中华人民共和国成立后，担任西南军政委员会交通部部长、西南铁路工程局局长。此后担任中共山东省委书记、山东省省长，中共云南省委书记处书记。文化大革命期间受到迫害，“赵健民特务案”牵连138万余人、导致1万7千余人死亡。后起用云南省政协副主席，文革后被平反，出任中华人民共和国第三机械工业部副部长。此后担任中顾委委员。
2012年4月8日去世。

## 关联条目
- 赵健民云南特务案